# Bogislaw VIII.

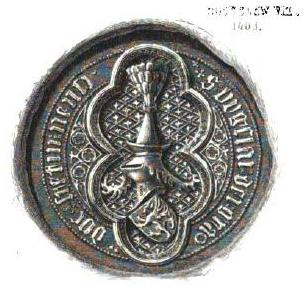
Siegel von Herzog Bogislaw VIII. aus 1403 – Nachzeichnung F.A. Vossberg 1854

Bogislaw VIII. (* um 1364; † 11. Februar 1418) war Herzog von Pommern-Stolp und Administrator im Bistum Cammin.

## Leben
Bogislaw war der älteste Sohn des Herzog Bogislaw V. († vor 24. April 1374) aus dessen zweiter Ehe mit Adelheid, Tochter des Herzogs Ernst I. von Braunschweig-Grubenhagen.
Bogislaw stand nach dem Tode des Vaters bis 1377 unter Vormundschaft seines Stiefbruders Herzogs Kasimir IV. Nach dessen Tod suchte er mit seinen Brüdern Wartislaw VII. und Barnim V. gemeinschaftlich die Regierung über das väterliche Erbe Wolgast jenseits der Swine.
Als jüngerer Sohn könnte er schon früh Kleriker geworden sein, jedoch ohne die höheren Weihen empfangen zu haben. Jedenfalls verzichtete er 1391 auf ein Kanonikat und eine Präbende sowie den Archidiakonat im "banni orientalis" der Halberstädter Kirche.

### Haupt des Bistums Cammin
Als König Wenzel seinen Kanzler Johann Brun zum Bischof von Cammin ernannte, sah sich das Camminer Domkapitel in seiner Selbstständigkeit bedroht. Das Kapitel hatte nämlich bereits einen seiner Mitgeistlichen, Johann Wilkins (auch: Johann Wilken von Köslin) für diese Stelle erwählt.
Daher schlossen die Domherren am 24. August 1387 zu Cammin mit Bogislaw einen Vertrag, der ihn zum erblichen Schirmvogt des Stifts machte. Bogislaw erhielt dafür die Stiftsstädte und Schlösser Kolberg, Köslin, Körlin, Massow, Tarnhusen, Pollnow, Bublitz und Zanow und das Recht zur Einlösung der verpfändeten Stiftsgüter und bis zur Erstattung des Pfandschillings auch den Nießbrauch derselben zu. In einem zweiten Vertrag, der am 7. Dezember 1387 zwischen dem Domkapitel und Bogislaws Brüdern geschlossen wurde, wurden Bogislaws Rechte gegenüber dem Kapitel definiert und er zum Administrator für die Dauer der Abwesenheit des in Rom weilenden Bischofs eingesetzt. Als Bischof Johann, der die Administratorwürde Bogislaws nicht anerkannt hatte, nach endlich erlangter Bestätigung seines Amtes bald nach Johanni 1394 in Rom starb, wurde Bogislaw dessen Nachfolger als Bischof von Cammin.
Im gleichen Jahre starb auch Bogislaws älterer Bruder, Wartislaw VII., sodass Bogislaw nunmehr neben der Verwaltung des Stifts auch das Herzogtum regierte. Die Leitung des Stifts wurde ihm durch den von einem Teil des Kapitels gewählten Gegenbischof Johann Herzog von Oppeln streitig gemacht, doch ohne Erfolg. Anfang 1398 trat Bogislaw das Bistum schon wieder ab, machte sich weltlich und vermählte sich mit Sophia, Tochter Herzog Heinrichs des Eisernen von Holstein. Auf dem bischöflichen Stuhl folgte ihm Nikolaus von Schippenbeil, bisher Bischof von Kulm.

### Landesherr
Uneinigkeit mit seinem Bruder Barnim V. führte zu einer durch die Stände des Herzogtums Pommern-Stolp 1402 vermittelten Landesteilung, wonach für jenen ein Drittel ausgeschieden wurde, während die übrigen zwei Drittel Bogislaw und seinem Neffen Erich, Sohn Wartislaws VII., in gemeinschaftlicher Regierung verbleiben sollten; Barnims baldiger Tod verhinderte aber die Umsetzung dieses Teilungsplans. Jetzt sah sich Bogislaw im Besitz der ganzen Herrschaft, war aber in einen sein ganzes übriges Leben durchdauernden Streit mit dem Bistum Cammin verwickelt, denn Bischof Nikolaus forderte die während der herzoglichen Administration durch diesen eingelösten Kirchengüter zurück, ohne vertragsmäßig zuvor den Pfandschilling zahlen zu wollen. Als Bogislaw dies verweigerte, begab sich der Bischof persönlich zur Klärung nach Rom und betraute vor der Abreise den Hochmeister des deutschen Ordens, dem er selbst angehörte, mit der Verwaltung und Schirmung der Stiftslande. Am 14. Mai 1406 drohte er dem Herzog noch von Cörlin aus mit einer päpstlichen Bannbulle. Als Bogislaw sich dadurch nicht schrecken ließ, wurde er nach Rückkehr des Bischofs 1408 samt seinem ganzen Gebiet mit dem Interdikt belegt.
Der Hochmeister Ulrich von Jungingen fand es nicht in seinem Interesse, scharfe Maßregeln gegen Bogislaw zu ergreifen, da er dessen Unterstützung gegen Polen benötigte und ihn 1409 durch ein Darlehen dazu verpflichtete. Bogislaw aber misstraute dem Orden als gefährlichem Nachbar, hielt seine Hilfe zurück und nahm auch nicht an der Schlacht von Tannenberg am 15. Juli 1410 teil, in der Polen über den Orden siegte. Dafür wurde er vom polnischen König Władysław II. Jagiełło mit mehreren ehemals dem Orden gehörenden Grenzländern belohnt, in deren Besitz er jedoch nur bis zu dem am 1. Februar 1411 zwischen Polen und dem Orden in Thorn geschlossenen Frieden blieb. Dagegen griff Bogislaw bald nach der Schlacht von Tannenberg den vom Orden nun nicht mehr geschützten Bischof Nikolaus an, fiel in sein Gebiet, nahm durch nächtlichen Überfall Cörlin und verbrannte es, so dass der Bischof nach Preußen fliehen musste und bald darauf starb.
Neuer Bischof von Cammin wurde im Jahre 1410 Magnus von Sachsen-Lauenburg, der dieselben Ansprüche gegen Bogislaw erhob. Er begab sich persönlich zum Konzil nach Costnitz und erreichte, dass Bogislaw, der den schärfsten kirchlichen Zensuren Widerstand geleistet und gegen die erste Entscheidung Appellation eingereicht hatte, mit dem päpstlichen Bann belegt wurde, zur Herausgabe der Stiftsgüter sowie zur Zahlung der Verfahrenskosten in Höhe von 40.000 Gulden verurteilt wurde. Vor Bekanntmachung dieses zweiten Urteils starb jedoch Bogislaw im März/April 1418 und wurde, obgleich gebannt, mit kirchlichen Ehren im Dom zu Cammin begraben. Bogislaw hinterließ einen Sohn, Bogislaw IX., der erst 1436 durch einen Vergleich den Streit mit der Kirche beilegte.